# Sistema dinâmico

O atrator de Lorenz é um exemplo de sistema dinâmico não-linear. O estudo deste sistema incentivou a criação da teoria do Caos.

Na  física matemática e na matemática,  sistema dinâmico é um conceito no qual uma função descreve a relação no tempo de um ponto em um espaço geométrico. Os exemplos incluem modelos matemáticos que descrevem o balanço do pêndulo do relógio, o fluxo de água em um duto, a relação entrada-saída de tensão em um circuito elétrico, a velocidade angular de saída de um motor, etc. 
O conceito de sistema dinâmico nasce da exigência de construir um modelo geral para os sistemas físicos que evoluem no tempo, segundo uma regra que liga o estado presente aos estados passados.

## História
Os primórdios da teoria dos sistemas dinâmicos podem ser identificados já no século XVI, nos trabalhos de mecânica celeste escritos por Johannes Kepler. As contribuições de Isaac Newton à modelagem matemática através da formalização da mecânica clássica abriram espaço para uma sofisticação crescente do aparato matemático que modela fenômenos mecânicos, culminando nos trabalhos de Lagrange e Hamilton, que definiram a teoria da mecânica clássica num contexto matemático, que essencialmente é o mesmo estudado até hoje.
O matemático francês Henri Poincaré é considerado um dos criadores da teoria moderna dos sistemas dinâmicos, tendo introduzido muitos dos aspectos do estudo qualitativo das equações diferenciais que permitiram estudar propriedades assintóticas das soluções (ou da maior parte das soluções) de uma equação diferencial, como estabilidade e periodicidade, sem ser necessário resolver explicitamente a equação diferencial. Tal abordagem pode ser encontrada na sua obra-prima Les méthodes nouvelles de la mécanique céleste, publicada em três volumes entre 1892 e 1899.
Considera-se que o primeiro livro publicado na área de sistemas dinâmicos é a obra Dynamical Systems, escrita pelo matemático estado-unidense George Birkhoff, e publicada em 1927.
Entre as ferramentas mais utilizadas na teoria dos sistemas dinâmicos estão a geometria diferencial, a teoria da medida e a geometria simplética.

## Definição
Sejam {\displaystyle X} um espaço topológico e {\displaystyle (G,\,\cdot \,)} um semigrupo topológico.
Dizemos que um sistema dinâmico é um par {\displaystyle (X,A)} onde {\displaystyle A:X\times G\longrightarrow X} é uma aplicação contínua que satisfaz:
- {\displaystyle A\left(A(x,g),h\right)=A(x,gh)} se {\displaystyle x\in X} e {\displaystyle g,h\in G,} e
- {\displaystyle A\left(x,e\right)=x} onde {\displaystyle x\in X} e {\displaystyle e} é o elemento neutro do grupo.

### Subáreas
Os seguintes campos de estudos são, atualmente, considerados como subáreas da teoria dos sistemas dinâmicos, e são inspirados de muitas maneiras por problemas da física, computação, economia e biologia:
- Teoria ergódica
- Dinâmica unidimensional
- Dinâmica parcialmente hiperbólica
- Dinâmica simbólica
- Sistemas hamiltonianos

## Terminologia e notação
Geralmente, escrevemos {\displaystyle \scriptstyle g.x} para representar o elemento {\displaystyle \scriptstyle A\left(x,g\right)} de {\displaystyle \scriptstyle X.}
No caso em que {\displaystyle \scriptstyle G=\mathbb {R} ,} dizemos que {\displaystyle \scriptstyle (X,A)} é um sistema dinâmico contínuo. No caso em que {\displaystyle \scriptstyle G=\mathbb {N} } ou {\displaystyle \scriptstyle \mathbb {Z} ,} dizemos que {\displaystyle \scriptstyle (X,A)} é um sistema dinâmico discreto.
Quando {\displaystyle \scriptstyle G} não é um grupo, dizemos que {\displaystyle \scriptstyle \left(X,A\right)} é um sistema semidinâmico.
Geralmente, os sistemas dinâmicos discretos são definidos da seguinte maneira: se {\displaystyle \scriptstyle f:X\rightarrow X} é um homeomorfismo de um espaço topológico nele mesmo, definimos {\displaystyle \scriptstyle A\left(x,k\right)=f^{k}(x),} onde {\displaystyle \scriptstyle x\in X,} e {\displaystyle \scriptstyle k\in \mathbb {Z} .} Os sistemas dinâmicos definidos desta forma são os objetos de estudo da dinâmica topológica.
Já os sistemas dinâmicos contínuos são, quase sempre, definidos quando {\displaystyle \scriptstyle X} é uma variedade suave, e {\displaystyle \scriptstyle A} é um fluxo definido a partir de um campo vetorial diferenciável sobre {\displaystyle \scriptstyle M.}
Seguindo a notação das definições anteriores, dizemos que:
- {\displaystyle X} é o espaço de fase do sistema dinâmico.
- {\displaystyle \{G.x\}=\{g.x\mid g\in G\}} é chamada de órbita de um {\displaystyle x\in X.}

## Exemplos de comportamentos dinâmicos
- O tipo mais simples de comportamento dinâmico de uma órbita é a de um ponto fixo. Por definição, um ponto {\displaystyle \scriptstyle x} é ponto fixo caso sua órbita se reduza a somente um ponto.

Por exemplo, considerando o sistema dinâmico discreto sobre a reta real {\displaystyle \scriptstyle \mathbb {R} } definido pelas iterações da aplicação {\displaystyle \scriptstyle x\mapsto -x,} temos que o ponto 0 é um ponto fixo.
- Em seguida, temos que o comportamento dinâmico mais simples para um ponto {\displaystyle \scriptstyle x\in X} pode ter é a periodicidade.

Isto significa que existe um elemento do grupo {\displaystyle \scriptstyle g\in G} tal que {\displaystyle \scriptstyle A\left(x,g\right)=x.}
No caso de um sistema discreto, têm-se que a órbita de {\displaystyle \scriptstyle x} é um conjunto finito.
Ou seja, existe {\displaystyle \scriptstyle n\in \mathbb {N} } maior que um, e {\displaystyle \scriptstyle x\in X} tais que {\displaystyle \scriptstyle A\left(x,n\right)=x,} devemos ter, necessariamente, que a órbita de {\displaystyle \scriptstyle x} é o conjunto {\displaystyle \scriptstyle \left\{x,A\left(x,1\right),\dots ,A\left(x,n-1\right)\right\}.}
No caso do exemplo anterior, temos que os pontos {\displaystyle \scriptstyle 1} e {\displaystyle \scriptstyle -1} são ambos pontos periódicos de período 2.
No caso de um sistema dinâmico contínuo, é possível mostrar que uma órbita periódica é homeomorfa a um círculo.
- Os exemplos acima estão incluídos numa classe de subconjuntos chamados de subconjuntos invariantes pela dinâmica. Dizemos {\displaystyle \scriptstyle S\subset X} é invariante caso a órbita de um ponto {\displaystyle \scriptstyle x\in S} está contida em {\displaystyle \scriptstyle S.}

São de especial interesse os conjuntos invariantes compactos e minimais com esta propriedade. Dizemos que {\displaystyle \scriptstyle S} é minimal caso seja invariante, compacto, e não contenha nenhum subconjunto próprio invariante.
Em particular, temos que todo elemento {\displaystyle \scriptstyle x} de um conjunto minimal {\displaystyle \scriptstyle S} possui órbita densa em {\displaystyle \scriptstyle S,} já que caso contrário, teríamos que o fecho da órbita de {\displaystyle \scriptstyle x} é um subconjunto invariante e compacto contido em {\displaystyle \scriptstyle S.}
A seguir, consideramos um sistema dinâmico discreto definido por um homeomorfismo {\displaystyle \scriptstyle f:X\rightarrow X:}
- Dizemos que um conjunto compacto {\displaystyle \scriptstyle \Lambda \subset X} é um atrator caso exista uma vizinhança {\displaystyle \scriptstyle U} de {\displaystyle \scriptstyle \Lambda } tal que {\displaystyle \scriptstyle f(U)\subset U} e {\displaystyle \scriptstyle \Lambda =\bigcap _{k\geq 0}f^{k}(U).}
- Um atractor estranho é um atractor que possui dimensão de Hausdorff superior à sua dimensão topológica. Exemplos de atractores estranhos são os atratores de Henon e diversos tipos de ferradura de Smale.

O tratamento físico de sistemas dinâmicos pode ser visto em Oliveira (2014). Neste trabalho, Oliveira mostra como é definido um sistema conservativo e qual o comportamento dinâmico do Sistema de Hénon-Heiles. Observa-se que o espaço de fase é misto, ou seja, apresenta regiões caóticas e regulares.